# 말레브 헝가리 항공
말레브 헝가리 항공(영어: Malev Hungarian Airlines)은 부다페스트에 본사를 두고 있는 항공사였다. 허브 공항은 부다페스트 리스트 페렌츠 국제공항이 있다.

## 역사
1946년 헝가리와 소련의 합작 회사 형태로 설립됐다. 1956년 헝가리 정부가 소련 정부의 지분을 모두 인수하면서 순수한 헝가리 기업으로 변신했다. 1968년 중동 노선을 신설했다. 1980년대 후반까지 대부분의 항공기를 소련에서 도입했지만, 냉전 종식을 앞두고 1988년 자유 진영의 항공기인 보잉 737-200 항공기를 처음으로 구입했다. 2007년 헝가리 정부가 보유 지분 전체를 브리지 항공에 매각하면서 민영화됐다. 같은 해 항공 동맹인 원월드에 가입했지만, 막대한 부채와 경영난을 이기지 못하고 2012년 2월 3일 파산했다.
말레브가 파산한 후 부다페스트를 허브로 하는 헝가리 국적사는 위즈 에어만 남았다. 하지만 위즈 에어가 저비용 항공사인 탓에 대륙간 장거리 노선 취항에 한계가 있어서, 헝가리 정부가 헝가리의 우방국인 폴란드의 LOT 폴란드 항공에 부다페스트를 오고가는 국제선 운항을 위탁했다. LOT 폴란드 항공은 2017년에 부다페스트를 제2허브로 편입해 부다페스트를 오고가는 대륙간 장거리 노선을 운항하고 있다.

## 운항 노선
- 2012년 1월 당시 말레브 헝가리 항공은 다음과 같은 노선을 운항하고 있었다.[2][3]

### 코드쉐어 협정
- 말레브 헝가리 항공은 다음과 같은 항공사와 코드쉐어 협정을 체결했으며 * 표시는 원월드 회원에 해당된다.

| - 아에로플로트 (스카이팀) - 에어발틱 - 에어프랑스 (스카이팀) - 알리탈리아 항공 (스카이팀) | - 불가리아 항공 - 카파타 에어 - 체코 항공 (스카이팀) - 에티하드 항공 | - 하이난 항공 - 몰도바 항공 - 로시야 항공 - 시리아 항공 |

## 보유 기종
- 파산 당시 말레브 헝가리 항공은 다음과 같은 기종을 보유 했으며 평균 기령은 8.4년이다.[4][5][6]